# Paul Otto
Paul Otto, nato Paul Otto Schlesinger, (Berlino, 8 febbraio 1878 – Berlino, 30 novembre 1943), è stato un attore, sceneggiatore e regista tedesco.

## Biografia
Nato a Berlino, Paul Otto iniziò a recitare nel 1895 dopo aver lasciato il suo lavoro di apprendista e aver seguito dei corsi teatrali. Recitò a Halle, Wiesbaden e Hannover. Nel 1906, si stabilì definitivamente a Berlino, dove avrebbe lavorato tutta la vita. Il suo debutto cinematografico risale al 1910 in alcuni cortometraggi diretti da Viggo Larsen. Lavorò quindi con Urban Gad e fu partner di Asta Nielsen. Oltre a recitare, Paul Otto - negli anni dieci e venti - fu anche regista e sceneggiatore.
Nel passaggio del cinema dal muto al sonoro, Otto non incontrò difficoltà ad adeguarsi al nuovo mezzo. L'attore, che aveva tenute nascoste le sue origini ebraiche, all'avvento del nazismo continuò a lavorare, soprattutto in teatro. Al cinema, apparve ancora in numerosi film, ma solo in ruoli di supporto. Nell'autunno del 1943, si scoprì per caso che era ebreo. Anticipando il suo arresto e la conseguente deportazione, Otto e la moglie, l'attrice Charlotte Klinder-Otto si suicidarono. La sua tomba si trova al cimitero Wilmersdorf di Berlino.

## Filmografia
La filmografia - basata su IMDb - è completa.

### Attore

#### 1910
- Arsène Lupin contra Sherlock Holmes, regia di Viggo Larsen (1910)
- Falsche Rembrandts, regia di Viggo Larsen (1910)
- Entsühnt, regia di Viggo Larsen (1910)

#### 1911
- Opfer der Untreue, regia di Viggo Larsen (1911)

#### 1912
- Der Fluch der Sünde (1912)
- Der Ukko Till, der Kunstschütze, regia di Paul Otto (1912)

#### 1913
- Die Filmprimadonna, regia di Urban Gad (1913)

#### 1915
- Vordertreppe - Hintertreppe, regia di Urban Gad (1915)
- Das achte Gebot, regia di Max Mack (1915)
- Maria, regia di Paul Otto (1916)

#### 1916
- Der Sumpf, regia di Max Mack (1916)
- Das Geständnis der grünen Maske, regia di Max Mack (1916)

#### 1917
- Der lebende Tote, regia di Max Mack (1917)
- Der Geigenspieler, regia di Paul von Woringen (1917)

#### 1919
- Der Weg, der zur Verdammnis führt, 2.Teil - Hyänen der Lust, regia di Otto Rippert (1919)
- Bettler GmbH, regia di Alwin Neuß (1919)
- Moral und Sinnlichkeit, regia di Georg Jacoby (1919)
- Die Insel der Glücklichen, regia di Josef Coenen (1919)
- Das ewige Rätsel, regia di Josef Coenen (1919)
- Wolkenblau und Flimmerstern, regia di Josef Coenen e Wolfgang Geiger (1919)
- Letzte Liebe, regia di Hubert Moest (1919)
- Die Rache ist mein, regia di Alwin Neuß (1919)

#### 1920
- Brutal, regia di Paul Otto (1920)
- Das Skelett des Herrn Markutius, regia di Victor Janson (1920)
- Judith Trachtenberg, regia di Henrik Galeen (1920)

#### 1921
- Die Sonne Asiens, regia di Edmund Heuberger (1921)
- Der Mann ohne Namen - 1. Der Millionendieb, regia di Georg Jacoby (1921)
- Die schwarze Rose von Cruska, regia di Heinrich Brandt e Willy Schäfer (1921)
- Der Mann ohne Namen - 2. Der Kaiser der Sahara, regia di Georg Jacoby (1921)
- Der Mann ohne Namen - 7. Gelbe Bestien, regia di Georg Jacoby (1921)
- Der Mann ohne Namen - 4. Die goldene Flut, regia di Georg Jacoby (1921)
- Der Mann ohne Namen - 5. Der Mann mit den eisernen Nerven, regia di Georg Jacoby (1921)
- Der Mann ohne Namen - 6. Der Sprung über den Schatten, regia di Georg Jacoby (1921)
- La rotaia (Scherben), regia di Lupu Pick (1921)
- Der Tod und die Liebe, regia di Paul Otto (1921)
- Die Erbin von Tordis, regia di Robert Dinesen (1921)
- Povera Liliana (Arme Violetta), regia di Paul L. Stein (1921)
- Die Sünden der Mutter, regia di Georg Jacoby (1921)
- Pariserinnen, regia di Léo Lasko (1921)
- Aschermittwoch, regia di Otto Rippert (1921)

#### 1924
- Inge Larsen, regia di Hans Steinhoff (1924)
- Thamar, das Kind der Berge, regia di Robert Dinesen (1924)
- Mädchen, die man nicht heiratet, regia di Géza von Bolváry (1924)
- Komödianten des Lebens, regia di Georg Jacoby (1924)
- Muß die Frau Mutter werden?, regia di Georg Jacoby e Hans-Otto Löwenstein (1924)

#### 1925
- Die Frau von vierzig Jahren, regia di Richard Oswald (1925)
- Husarenfieber, regia di Georg Jacoby (1925)
- Frauen, die nicht lieben dürfen, regia di Géza von Bolváry (1925)
- Frauen, die man oft nicht grüßt, regia di Friedrich Zelnik (1925)
- Das alte Ballhaus - 2. Teil, regia di Wolfgang Neff (1925)
- Das alte Ballhaus - 1. Teil, regia di Wolfgang Neff (1925)
- Der Herr ohne Wohnung, regia di Heinrich Bolten-Baeckers (1925)

#### 1926
- Frauen der Leidenschaft, regia di Rolf Randolf (1926)
- Die Straße des Vergessens, regia di Heinz Paul (1926)

#### 1927
- Liebe, regia di Paul Czinner (1927)
- Verbotene Liebe, regia di Friedrich Fehér (1927)
- Potsdam, das Schicksal einer Residenz, regia di Hans Behrendt (1927)
- Die Achtzehnjährigen, regia di Manfred Noa (1927)
- Die Lorelei, regia di Wolfgang Neff (1927)
- Die Frauengasse von Algier, regia di Wolfgang Hoffmann-Harnisch (1927)
- Die Jagd nach der Braut, regia di Georg Jacoby (1927)
- Primanerliebe, regia di Robert Land (1927)
- Grand Hotel...!, regia di Johannes Guter (1927)
- Die rollende Kugel, regia di Erich Schönfelder (1927)
- Der Kampf des Donald Westhof, regia di Fritz Wendhausen (1927)
- Das Schicksal einer Nacht, regia di Erich Schönfelder (1927)
- Höhere Töchter, regia di Richard Löwenbein (1927)
- Benno Stehkragen, regia di Trude Santen (1927)

#### 1928
- So küsst nur eine Wienerin, regia di Arthur Bergen (1928)
- Die Sandgräfin, regia di Hans Steinhoff (1928)
- Die geheime Macht, regia di Erich Waschneck (1928)
- Der fesche Husar, regia di Géza von Bolváry (1928)
- Die Rothausgasse, regia di Richard Oswald (1928)
- Der Raub der Sabinerinnen, regia di Robert Land (1928)

#### 1929
- Spelunke, regia di E.W. Emo (1929)
- Nachtgestalten, regia di Hans Steinhoff (1929)
- Zarevitch (Der Zarewitsch), regia di Jacob Fleck, Luise Fleck (1929)
- Die Liebe der Brüder Rott, regia di Erich Waschneck (1929)
- Die Flucht vor der Liebe, regia di Hans Behrendt (1929)
- L'incantesimo di Circe (Heilige oder Dirne), regia di Martin Berger (1929)
- § 173 St.G.B. Blutschande, regia di James Bauer (1929)
- Trust der Diebe, regia di Erich Schönfelder (1929)

#### 1930
- Einbruch im Bankhaus Reichenbach, regia di Jacob Fleck e Luise Fleck (1930)
- Un tango per te (Ein Tango für Dich), regia di Géza von Bolváry (1930)
- Drei Tage Mittelarrest, regia di Carl Boese (1930)
- Zärtlichkeit, regia di Richard Löwenbein (1930)

#### 1931
- Tänzerinnen für Süd-Amerika gesucht
- Die Blumenfrau von Lindenau, regia di Georg Jacoby (1931)
- Kinder vor Gericht, regia di Georg C. Klaren (1931)
- Elisabeth von Österreich, regia di Adolf Trotz (1931)
- Der Ball, regia di Wilhelm Thiele (1931)
- Die andere Seite, regia di Heinz Paul (1931)
- I cadetti di Smolenko (Kadetten), regia di Georg Jacoby (1931)
- Der Hauptmann von Köpenick, regia di Richard Oswald (1931)
- Il generale York (Yorck), regia di Gustav Ucicky (1931)

#### 1932
- Wäsche - Waschen - Wohlergehen, regia di Johannes Guter (1932)
- Es wird schon wieder besser, regia di Kurt Gerron (1932)
- Rasputin, Dämon der Frauen, regia di Adolf Trotz (1932)
- Kitty schwindelt sich ins Glück, regia di Herbert Juttke (1932)
- Hasenklein kann nichts dafür, regia di Max Neufeld (1932)
- Kavaliere vom Kurfürstendamm, regia di Romano Mengon (1932)
- Ja, treu ist die Soldatenliebe, regia di Georg Jacoby (1932)
- Die Tänzerin von Sans Souci, regia di Frederic Zelnik (1932)
- Die - oder keine, regia di Carl Froelich (1932)
- Kiki, regia di Carl Lamac (1932)
- Il mistero di Giovanni Orth (Das Geheimnis um Johann Orth)
- Glück über Nacht

#### 1933
- Die unsichtbare Front, regia di Richard Eichberg (1933)
- Der Choral von Leuthen, regia di Carl Froelich e Arzén von Cserépy (1933)
- Amanti folli (Liebelei), regia di Max Ophüls (1933)
- Amanti folli (Une histoire d'amour), regia di Max Ophüls (1933)
- Spione am Werk, regia di Gerhard Lamprecht (1933)
- Sag' mir, wer Du bist, regia di Georg Jacoby (1933)
- Kind, ich freu' mich auf Dein Kommen, regia di Kurt Gerron e (non accreditati Hans Steinhoff e Erich von Neusser (1933)
- Roman einer Nacht, regia di Carl Boese (1933)
- Viva la vita (Sonnenstrahl), regia di Pál Fejös (1933)
- Fräulein Hoffmanns Erzählungen, regia di Carl Lamac (1933)
- Zarevic (Der Zarewitsch), regia di Victor Janson (1933)

#### 1934
- Der Polizeibericht meldet, regia di Georg Jacoby (1934)
- Zwischen zwei Herzen, regia di Herbert Selpin (1934)
- Du bist entzückend, Rosmarie!, regia di Hans von Wolzogen (1934)

#### 1936
- La nona sinfonia (Schlußakkord), regia di Detlef Sierck (1936)
- Il castello di Fiandra (Das Schloß in Flandern), regia di Géza von Bolváry (1936)
- Missione eroica (Eskapade), regia di Erich Waschneck (1936)

#### 1937
- Togger, regia di Jürgen von Alten (1937)
- Battaglione d'assalto (Unternehmen Michael), regia di Karl Ritter (1937)

#### 1938
- Das Geheimnis um Betty Bonn, regia di Robert A. Stemmle (1938)
- Un'ora di felicità (Frau Sylvelin), regia di Herbert Maisch (1938)
- Le adolescenti, regia di Peter Paul Brauer (1938)
- Kleines Bezirksgericht
- La squadriglia degli eroi (Pour le Mérite), regia di Karl Ritter (1938)

#### 1939
- Incendio a Damasco (Aufruhr in Damaskus), regia di Gustav Ucicky (1939)
- Turbine di passione (Ich verweigere die Aussage), regia di Otto Linnekogel (1939)
- Il governatore (Der Gouverneur), regia di Viktor Tourjansky (1939)
- La donna del mistero (Die Frau ohne Vergangenheit), regia di Nunzio Malasomma (1939)
- Die Geliebte, regia di Gerhard Lamprecht (1939)
- La vita del dottor Koch (Robert Koch, der Bekämpfer des Todes), regia di Hans Steinhoff (1939)
- L'aeroplano D III 8 (D III 38), regia di Herbert Maisch e Hans Bertram (1939)

#### 1940
- La contessa e il guardiacaccia (Leidenschaft), regia di Walter Janssen (1940)
- La stella di Rio (Stern von Rio), regia di Karl Anton (1940)
- La volpe insanguinata (Der Fuchs von Glenarvon), regia di Max W. Kimmich (1940)
- Capitano di ventura (Trenck, der Pandur), regia di Herbert Selpin (1940)
- Falstaff in Wien, regia di Leopold Hainisch (1940)

### Regista
- Rätsel des Herzens (1912)
- Der Ukko Till, der Kunstschütze (1912)
- Maria (1916)
- Guido im Paradies (1915)
- Guido, der Erste (1915)
- Dorrits Chauffeur (1915)
- Das Recht der Erstgeborenen (1916)
- Florians Tante (1916)
- Dorrits Eheglück (1916)
- Katinka, co-regia di Emil Biron (1918)
- Erdgift (1919)
- Brutal (1920)
- Der Staatsanwalt (1920)
- Der Tod und die Liebe (1921)
- Künstlerlaunen (1924)

### Sceneggiatore
- Das Mädel von nebenan, regia di Otto Rippert (1917)
- Der Fremde, regia di Otto Rippert (1917)
- Die Tochter der Gräfin Stachowska, regia di Otto Rippert (1917)
- Zwei blaue Jungen, regia di Alwin Neuß (1917)
- Die Faust des Schicksals, regia di Alwin Neuß (1917)
- Das Spiel vom Tode, regia di Alwin Neuß (1917)
- Katinka, regia di Emil Biron, Paul Otto (1918)
- Crucifige (Kreuzigt sie!), regia di Georg Jacoby (1919)
- Erdgift, regia di Paul Otto (1919)
- Der Tod und die Liebe, regia di Paul Otto (1921)

### Film o documentari dove appare Paul Otto
- A Daughter of Her People, regia di Henrik Galeen e George Roland (1933)